# (23936) 1998 TV6
(23936) 1998 TV6 est un astéroïde de la ceinture principale d'astéroïdes découvert en 1998.

## Description
(23936) 1998 TV6 a été découvert le 13 octobre 1998 à Višnjan, une municipalité située dans le comitat d'Istrie en Croatie, par Korado Korlević.

### Caractéristiques orbitales
L'orbite de cet astéroïde est caractérisée par un demi-grand axe de 3,19 UA, un périhélie de 3,02 UA, une excentricité de 0,05 et une inclinaison de 15,59° par rapport à l'écliptique. Du fait de ces caractéristiques, à savoir un demi-grand axe compris entre 2 et 3,2 UA et un périhélie supérieur à 1,666 UA, il est classé, selon la JPL Small-Body Database, comme objet de la ceinture principale d'astéroïdes.

### Caractéristiques physiques
(23936) 1998 TV6 a une magnitude absolue (H) de 13,0 et un albédo estimé à 0,250.